# Latium adiectum
Le Latium adiectum ou Latium novum est une région de l'Italie antique, correspondant aux territoires latins, volsques et herniques colonisés par les Romains durant l'époque républicaine. Celui-ci est compris entre le cours de la Liris à l'est, le mont Circé au sud et le lac Fucin au nord. Pline l'Ancien étend la limite méridionale à la ville de Sinuessa, entre la Liris et le Volturne. Cette région ne correspond pas une division administrative concrète et fait partie de la Regio I baptisée Latium et Campania. Elle est mentionnée par les auteurs antiques afin de la distinguer du Latium vetus, qui s'étend autour du mont Albain.

## Géographie

### Territoire
Le terme de Latium adiectum apparaît dans la littérature antique vers le Ier siècle. Pline l'Ancien l'utilise pour faire la distinction entre le Latium antiquum ou Latium vetus, région où se sont installées les premières tribus latines, et le territoire qui lui a été adjoint après les premières conquêtes romaines sous la République. Il décrit le Latium adiectum comme suit :

« Les habitants ont souvent changé : il a été occupé, à des époques successives, par les Aborigènes, par les Pélasges, par les Arcadiens, par les Sicules, par les Aurunques, par les Rutules, et au delà de Circei par les Volsques, les Osques, les Ausones, ce qui a fait étendre le nom de Latium jusqu'au fleuve du Liris. On trouve d'abord Ostie, [...] la ville de Laurente ; le bois de Jupiter Indigète ; le fleuve Numicius, Ardée, [...] puis un temple de Vénus, aujourd'hui ruiné ; Antium, colonie ; le fleuve et l'île Astura ; le fleuve Nymphée ; Clostra Romana ; Circeï, jadis une île, [...], aujourd'hui située dans une plaine. [...] à partir de Circeï sont les marais Pontins, où [...] se trouvaient 33 villes. Vient ensuite le fleuve Ufens, au-dessus duquel est la ville de Terracine, appelée Anxur dans la langue des Volsques ; l'emplacement d'Amyclae, détruite par les serpents ; le lieu de la caverne d'Amyclae, le lac Fundanus, le port de Caïète, la ville de Formies, appelée jadis Hormies, ancien séjour des Lestrigons, suivant l'opinion des auteurs ; au delà, la ville de Pyrae ; Minturnes, colonie, divisée par le fleuve Liris, appelé aussi Glanis; la ville de Sinuesse, à l'extrémité du territoire ajouté au Latium, qui, d'après quelques-uns, fut appelée Sinope. »

— Pline l'Ancien, Histoire naturelle, livre III, 56-59.

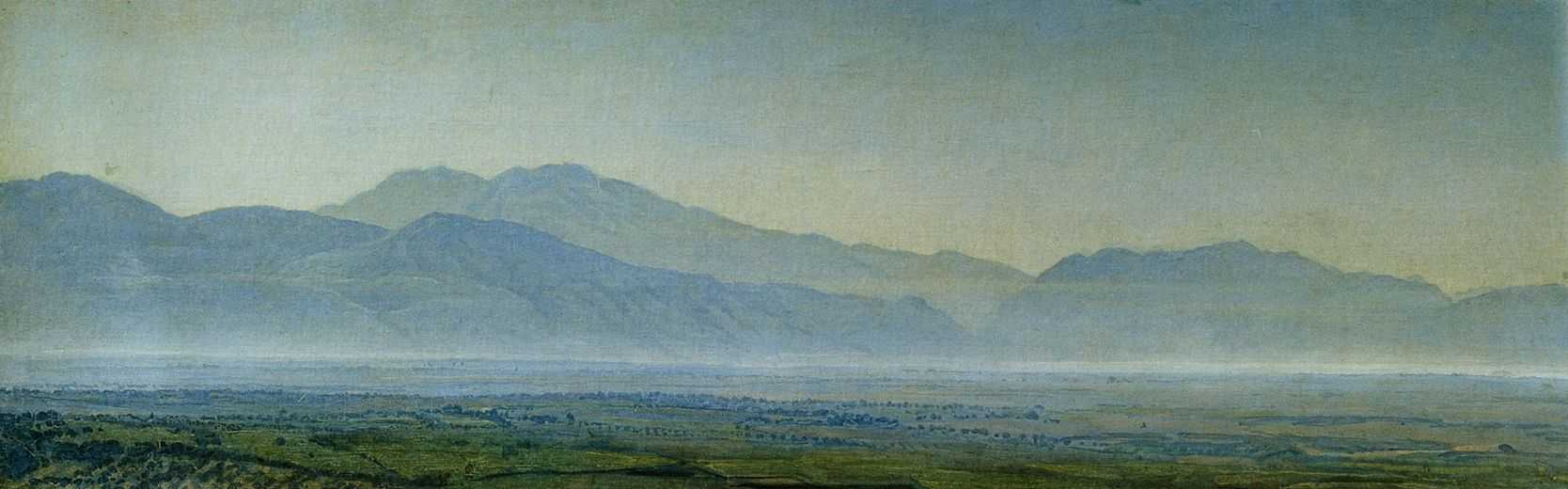
Vue d'artiste des monts Lépins et de la plaine pontine qui occupent une grande partie du Latium adiectum.

Le Latium adiectum inclut le territoire des herniques avec les cités d'Anagnia, Ferentinum, Aletrium et Verulae et l'ensemble des citadelles construites sur les contreforts des Montes Hernici (Monti Ernici en italien), chaîne de montagnes située au nord de la vallée du Tolerus. Il comprend également l'ensemble du territoire des Volsques au sud du Tolerus (aujourd'hui le Sacco) et à l'ouest de la Liris. Par contre, le cours supérieur de ce dernier cours d'eau, au nord des Montes Simbruini ne fait pas partie du Latium adiectum. Parmi les cités volsques qui y appartiennent, les plus importantes sont Signia, Frusino, Fabrateria, Fregellae, Sora, Arpinum, Casinum, Interamna et la ville maritime d'Anxur. Tout le territoire qui s'étend à l'est jusqu'à la Liris est occupée par les Aurunces et fait également partie du Latium adiectum de Pline l'Ancien, avec les villes portuaires de Formiaes, Cajeta et Minturnae ainsi que les villes de Fundi et Suessa, capitale des Aurunces, situées plus à l'intérieur des terres. Sinuessa, située sur la côte entre l'embouchure de la Liris et du Volturne, marque la limite méridionale du Latium adiectum, bien que la ville soit parfois attribuée à la région avoisinante de la Campanie. La frontière entre le Latium et la Campanie peut être matérialisée dans la zone par le cours inférieur du Savo, 15 km au sud-est de Sinuessa. Le Pons Campanus est d'ailleurs le nom du pont qui permet à la Via Appia de traverser le cours d'eau.

### Économie
L'ensemble du territoire est plutôt fertile et permet la production de biens divers. Les zones marécageuses, insalubres ou rocailleuses sont rares. On les trouve surtout autour d'Anxur et du mont Circé. Pourtant, même ces territoires ne sont pas totalement improductifs et sont utilisés comme pâturages pour le bétail et pour la culture de certains produits qui ne se développent que dans les zones marécageuses, comme les vignes de la plaine de l'ager Caecubus qui donnent un vin très apprécié par exemple.

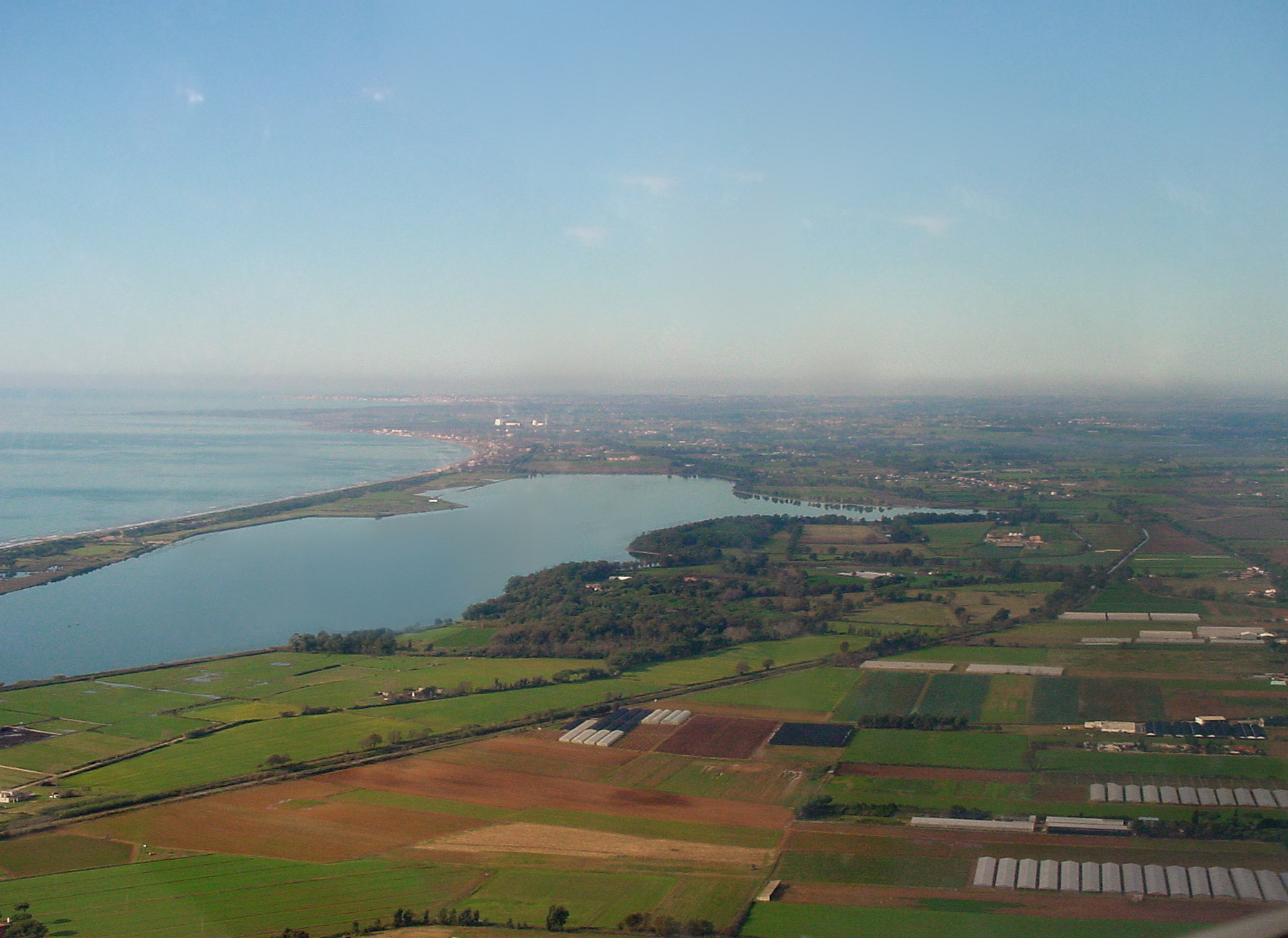
La côte au nord du mont Circé.
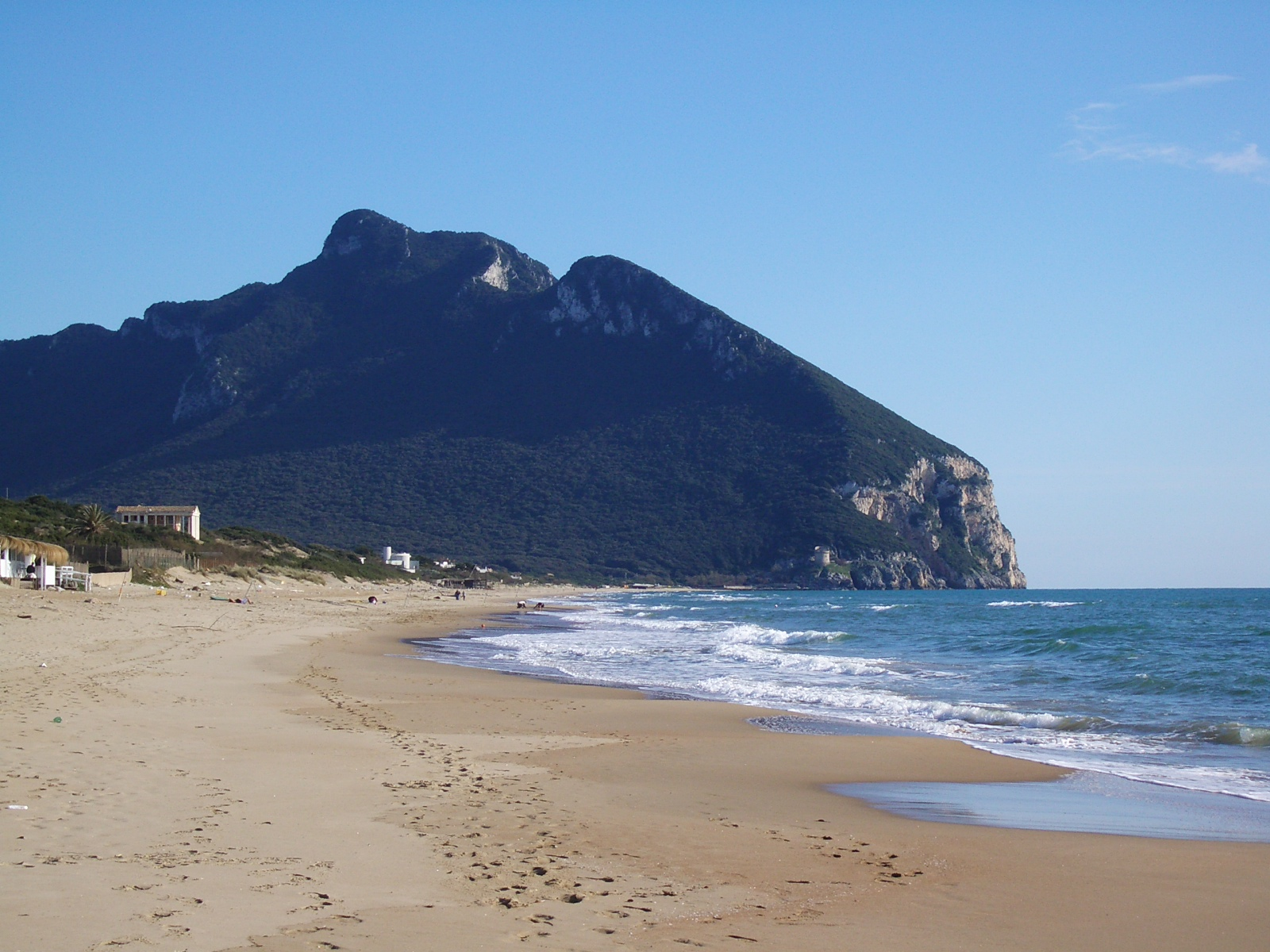
Le mont Circé.
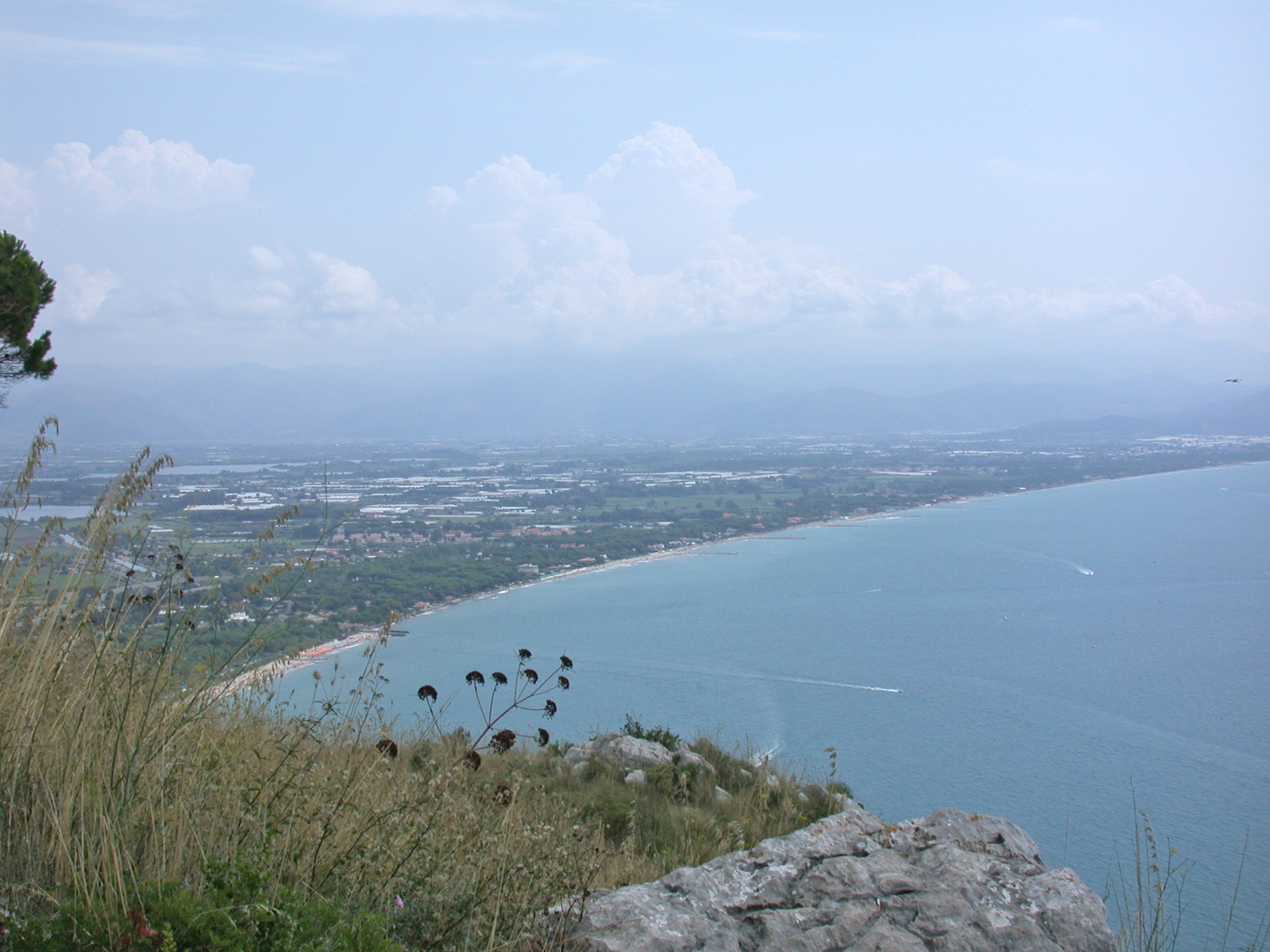
La côte près de Fondi, en arrière-plan, les Montes Auruncini.

### Les principales routes
Avant la construction de la via Appia en 312 av. J.-C. qui modifie profondément l'économie locale, des routes permettent d'aller jusqu'en Campanie depuis Rome, comme la via Pedemontana qui longe le massif des monts Lépins par le sud. D'autres routes sont construites dès le Ve siècle av. J.-C. au nord de la plaine pontine afin de desservir les villes que les Romains fondent au fur et à mesure qu'ils progressent vers le sud, comme Cora, Norba ou Setia. Ces deux dernières villes sont reliées par la via Setina au cours du Ve siècle av. J.-C.
Après 312, le Latium adiectum est principalement desservi par la via Appia qui le traverse de part en part, du nord-ouest à partir de Rome jusqu'au sud-est. La voie romaine continue ensuite sa route jusqu'à Brindisium, sur la côte adriatique. Plusieurs routes tracées à la perpendiculaire de la via Appia relient cette dernière aux principales villes côtières. Ces routes, d'abord en terre, sont progressivement pavées et élargies au cours des IIe et Ier siècles av. J.-C.

### Carte
| Carte du Latium adiectum |
| --- |
| \| · Castriminium Vulturnum Savo Vescia · Sinuessa Minturnae Cajeta Spelunca Interamna · Venafrum Atina Casinum Aquinum · Fregellae Arpinum Sora Alatrium Cepeatae · Verulae Frusinum Fabrateria Setia · Norba Cora Astura Lavinium · Artena · Tolerium Formiaes · Suessa · Aurunca Teanum Rufrium Fundi Anxur · Circei Privernum Satricum Ferentinum Anagnia · Signia Ardea Velitrae · Lanuvium Aricia Antium Samnium Campania Latium vetus \| |
| · Castriminium Vulturnum Savo Vescia · Sinuessa Minturnae Cajeta Spelunca Interamna · Venafrum Atina Casinum Aquinum · Fregellae Arpinum Sora Alatrium Cepeatae · Verulae Frusinum Fabrateria Setia · Norba Cora Astura Lavinium · Artena · Tolerium Formiaes · Suessa · Aurunca Teanum Rufrium Fundi Anxur · Circei Privernum Satricum Ferentinum Anagnia · Signia Ardea Velitrae · Lanuvium Aricia Antium Samnium Campania Latium vetus       |